# Tennis in the Land 2025
Il Tennis in the Land 2025, sponsorizzato da Rocket Mortgage, è un torneo di tennis femminile giocato su campi in cemento all'aperto del Topnotch Stadium, uno stadio temporaneo costruito a The Flats a Cleveland. È la 5ª edizione dell'evento appartenente alla categoria WTA 250 nell'ambito del WTA Tour 2025. Il torneo si gioca presso il Jacobs Pavilion dal 17 al 23 agosto 2025.

## Partecipanti al singolare

### Teste di serie
| Nazionalità | Giocatrice          | Ranking* | Testa di serie |
| ----------- | ------------------- | -------- | -------------- |
|             | Ljudmila Samsonova  | 18       | 1              |
| Cina        | Wang Xinyu          | 37       | 2              |
| Australia   | Maya Joint          | 44       | 3              |
|             | Anastasija Potapova | 45       | 4              |
| Francia     | Loïs Boisson        | 47       | 5              |
| Regno Unito | Sonay Kartal        | 48       | 6              |
| Regno Unito | Katie Boulter       | 50       | 7              |
| Stati Uniti | Hailey Baptiste     | 51       | 8              |

* Ranking al 11 agosto 2025.

### Altre partecipanti
Le seguenti giocatrici hanno ricevuto una wild card per il tabellone principale:
- Katie Boulter
- Katrina Scott

La seguente giocatrice è entrata in tabellone utilizzando il ranking protetto:
- Zhu Lin

Le seguenti giocatrici sono passate dalle qualificazioni:

- Sorana Cîrstea
- Talia Gibson
- Elsa Jacquemot
- Wang Yafan

### Ritiri
Prima del torneo
- Èlina Avanesyan → sostituita da  Julija Starodubceva
- Anastasija Sevastova → sostituita da  Jil Teichmann
- Laura Siegemund → sostituita da  Kimberly Birrell
- Clara Tauson → sostituita da  Lucia Bronzetti
- Dajana Jastrems'ka → sostituita da  Moyuka Uchijima

## Partecipanti al doppio
| Nazione       | Giocatrice     | Nazione       | Giocatrice        | Ranking* | Testa di serie |
| ------------- | -------------- | ------------- | ----------------- | -------- | -------------- |
| Kazakistan    | Anna Danilina  | Serbia        | Aleksandra Krunić | 45       | 1              |
| Taipei cinese | Chan Hao-ching | Cina          | Jiang Xinyu       | 50       | 2              |
| Norvegia      | Ulrikke Eikeri | Giappone      | Eri Hozumi        | 70       | 3              |
| Ungheria      | Fanny Stollár  | Taipei cinese | Wu Fang-hsien     | 76       | 4              |

* Ranking al 11 agosto 2025.

### Altre partecipanti
Le seguenti coppie di giocatrici hanno ricevuto una wildcard per il tabellone principale:
- Anna Bennett /  Anna Frey
- Ella Franz /  Laura Tapia González